# 岡崎電気軌道200形電車
岡崎電気軌道200形電車（おかざきでんききどう200がたでんしゃ）は、名古屋鉄道（名鉄）の前身事業者の一つである岡崎電気軌道（岡電）が1924年（大正13年）に導入した電車（制御電動車）である。郡部線（鉄道線）の岡崎井田駅 - 門立駅間の開業に合わせて製造された木造四軸ボギー車で、同社最後の旅客用新造車であった。201・202の2両が製造されたが、201号は三河鉄道（三鉄）合併後に電装解除されて付随車サハフ45号となる。名鉄合併後、202号はモ460形、サハフ45号はサ2110形に改称された。

## 構造
日本車輌製造製、12m級シングルルーフ車体を備える定員70名の木造ボギー車である。前面は半円状の丸妻型で、5枚の前面窓を配置したその形状は同時期の車両によく見られたものである。側面窓は一段下降式で、側面窓配置はD 3 2 2 3 D（D：客用扉、数値は側窓の枚数）である。
台車はボールドウィン製台車のコピー品である日車製D形台車、車体下部にはトラス棒を備える。主電動機は東洋電機製造製TDK-13S（72 馬力）を4基搭載。制御装置は同社製電空単位スイッチ式間接非自動加速制御（HL制御）装置を使用、制動装置はウェスティングハウス・エレクトリック製SME非常直通ブレーキである。集電装置は車体前後にトロリーポールを各1本搭載したが、後にパンタグラフに換装されている。

### 落成後の改造
1927年（昭和2年）に岡崎電気軌道は三河鉄道と合併。1929年（昭和4年）には岡電の郡部線と三鉄線とを結ぶ三河岩脇駅・上挙母駅間が1,500 V電化で開業し、それに合わせ岡電の郡部線（大樹寺駅以北）も600 Vから1,500 Vに昇圧された。これにより600 V鉄道線用車両の200形は行き場を失い、市内線転属のため路面区間走行用の救助網と乗降用ステップが取り付けられた。これらの装備は後年、鉄道線運用に戻った際に取り外されている。
その後、岡崎線沿線にトヨタ自動車工業（現・トヨタ自動車）が進出。1938年（昭和13年）に挙母工場（現・本社工場）が操業を開始すると、岡崎線の輸送力増強のため車両数を増やすことになり、同年中に201を電装解除して鉄道線用付随車とした。この改造で201の電動機、制御器、集電装置が撤去されたほか、制動装置も手ブレーキとなった。車番も201から45（サハフ45）に改番しているが、これは既に1,500 V線区には三鉄が投入したデ200形
（デ201）が存在したためである。
三鉄の名鉄合併後、202はモ460形（461）、サハフ45はサ2110形（2111）に改称された。このうちサ2110形は、運用末期に元・近江鉄道の車両が履いていたドイツ・リンケホフマン (LHL) 社製台車に換装されていた。

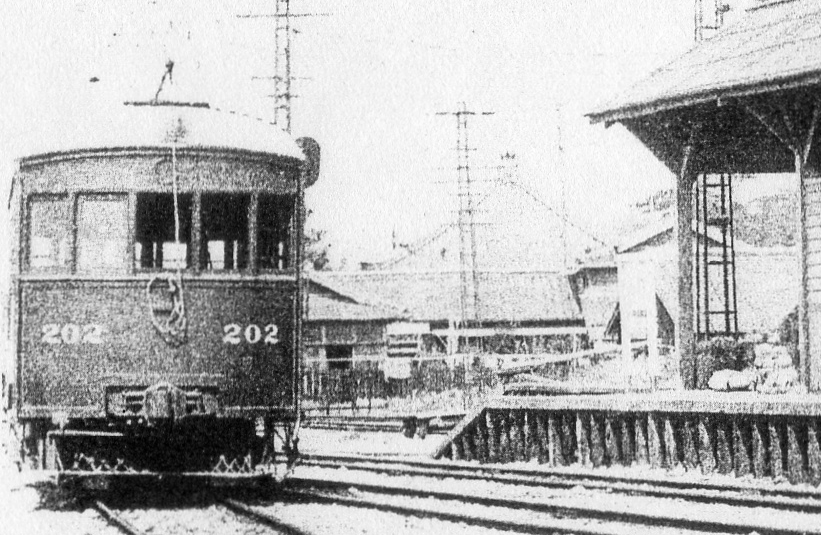
救助網を前面に装備した202
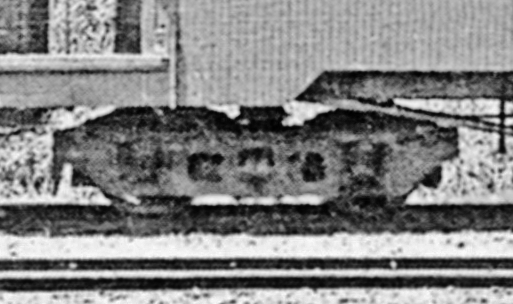
（参考）リンケホフマン台車 画像はサ2250形2255のもの

## 運用
岡崎電気軌道時代は郡部線大樹寺駅 - 門立駅で使用された（岡崎井田駅 - 大樹寺駅間は市内線車両による運用）。先述の通り、三河鉄道合併を経た1929年（昭和4年）の1,500 V昇圧に伴って岡崎線（鉄道線区間、後の挙母線）での運用は一旦終了し、岡崎線（軌道線区間、後の岡崎市内線）に転属するが、電装解除したサハフ45（旧201）は1938年（昭和13年）に鉄道線運用に復帰した。
名鉄合併後、モ460形461（旧202）も西尾線（600 V線区）に転属となり、鉄道線運用に戻った。西尾線や蒲郡線で使用された後、末期は平坂支線の専用車となった。平坂支線は西尾線の1,500 V昇圧を機に1960年（昭和35年）3月に廃線となり、モ461も同時に廃車となった。
一方、サ2110形2111（旧サハフ45）は築港線（1,500 V線区）に転属し、電気機関車に牽引される付随車群の1両となった。こちらも1960年（昭和35年）3月に廃車となった。